# 凯·鲁宾逊
凯·鲁宾逊（英語：Ky Robinson，2002年2月27日—），生于昆士兰州布里斯班，澳大利亚男子田径运动员，曾就读于斯坦福大学，2023年NCAA第一级别田径锦标赛男子5000米和男子10000米金牌得主、2024年NCAA第一级别室内田径锦标赛男子5000米铜牌得主、2025年世界室内田径锦标赛男子3000米铜牌得主。